# Da vàng hóa chiến tranh
Da vàng hóa chiến tranh hay Vàng hóa chiến tranh là một chiến lược quân sự mà thực dân Pháp sử dụng trong quá trình xâm chiếm Việt Nam thế kỷ 19 chống lại nhà Nguyễn, và sau này là trong Chiến tranh Đông Dương (1945-1954) nhằm chống lại phong trào kháng chiến chống Pháp do Việt Minh lãnh đạo. Nó được đề ra và thực hiện từ năm 1949, sau khi quân Pháp đã thất bại trong chiến lược "Đánh nhanh thắng nhanh" và bắt đầu bị sa lầy, kiệt sức tại chiến trường Đông Dương.

## Thời Pháp thuộc
Thời Pháp thuộc, Pháp thành lập các đội lính khố đỏ và lính khố xanh gọi chung là lính tập.
Lính khố đỏ (tiếng Pháp: tirailleurs indochinois hoặc milicien à ceinture rouge) là một lực lượng vũ trang của chính quyền thuộc địa Pháp ở Đông Dương dùng người bản xứ làm quân đội chính quy trong việc đánh dẹp.
Ngoài lính khố đỏ còn có lính khố xanh (milicien à ceinture blue, garde provincial) và lính khố vàng (milicien à ceinture jaune, garde royal à Hué) với nhiệm vụ bảo vệ an ninh, tuần tra. Lính khố xanh đóng ở tỉnh, còn lính khố vàng đóng ở kinh đô, lính khố lục canh gác phủ, huyện.
Người Pháp mộ lính người Việt để đánh triều đình Huế từ năm 1860 khi họ chiếm được Đà Nẵng. Nhóm lính này không được tín nhiệm vì tỷ lệ đào ngũ khá cao. Mãi đến năm 1879 sau khi người Pháp đánh chiếm được toàn đất Nam Kỳ thì mới thành lập đội ngũ lính bản xứ hẳn hoi, tổng cộng là 1.700 người. Nhiệm vụ chính là phòng giữ và canh gác.
Năm 1882 khi vụ Henri Rivière đem quân ra đánh phá Bắc Kỳ rồi bị mai phục chết ở Cầu Giấy vào Tháng Năm năm 1883 thì thống soái Nam Kỳ mới có lệnh chuyển lính khố đỏ Nam Kỳ ra Bắc để giúp quân đội Pháp. Trận đánh thành Sơn Tây được xem là trận giao chiến đầu tiên của lính khố đỏ. Sang năm 1884 với sắc lệnh ngày 13 Tháng Năm thì mới lập thêm đội lính khố đỏ Bắc Kỳ, chủ yếu mộ lính từ cộng đồng giáo dân theo đạo Thiên Chúa; ít lâu sau thì người Pháp mở rộng việc thu nạp, không phân biệt lương dân hay giáo dân.
Đội lính khố đỏ Bắc Kỳ đông hơn, tổ chức thành bốn trung đoàn (regiment) với tổng số 14.000 lính trong khi lính Nam Kỳ chỉ có một trung đoàn. Mỗi trung đoàn có bốn tiểu đoàn (bataillon) 1.000 người. Năm 1895 thì tăng lên thành năm trung đoàn lính khố đỏ Bắc Kỳ. Trung đoàn thứ năm có một số lớn dân thiểu số gốc Thổ và Mường. Như vậy tới năm 1886, lực lượng lính tập bản xứ chiếm tới một nửa trong số khoảng 30 ngàn quân Pháp có mặt tại Bắc Kỳ, tạo điều kiện cho Khâm sứ Pháp Paul Bert có thể rút dần một số đơn vị lính Âu về nước.
Sau khi củng cố vị trí của mình tại Đông Dương, Pháp cho tổ chức ở Liên bang Đông Dương lực lượng vệ binh bản xứ. Lực lượng này thành lập ngày 30 tháng 6 năm 1915 theo sắc lệnh của Tổng thống Pháp, gồm toàn bộ binh lính người bản xứ (Đông Dương và Quảng Châu Loan) không thuộc lực lượng chính quy (quân đội thuộc địa của Pháp). Lực lượng này thuộc quyền chỉ huy tối cao của chính quyền Pháp, lúc bấy giờ gọi là Nguyên súy tổng thống Đông Dương quân vụ đại thần (général commandant en chef de l'Indochine). Ở mỗi kỳ thì do thống đốc Nam Kỳ, thống sứ Bắc kỳ và khâm sứ Trung kỳ chỉ huy.
Về mặt chức năng, họ có nhiệm vụ bảo đảm trật tự an ninh; canh gác công sở, trại giam tuyên giao thông; áp tải tội phạm, áp tải hàng hóa của chính quyền; đàn áp các cuộc khởi nghĩa và nổi dậy... Lực lượng cảnh sát đặc biệt toàn Đông Dương được coi như địa phương quân, được tuyển mộ như lính thuộc quân đội thuộc địa Pháp ở Đông Dương và sẵn sàng bổ sung cho quân đội thuộc địa khi cần theo lệnh của toàn quyền Đông Dương. Quân số (đầu 1945) khoảng 22.000 người.

## Chiến tranh Đông Dương
Sau khi Chiến tranh thế giới thứ hai chấm dứt, quân đội viễn chinh Pháp trở lại Đông Dương đem theo lực lượng hùng hậu để chiếm đóng ba xứ Việt-Miên, Lào, nhằm tái lập nền đô hộ trên các thuộc địa cũ theo chính sách thực dân cổ điển. Thống chế Charles De Gaulle bổ nhiệm đô đốc Thierry d'Argenlieu làm Cao ủy Đông Dương và trung tướng Philippe Leclerc làm tư lệnh quân đội viễn chinh. Cuối tháng 9/1945, quân đội Pháp đã cùng quân đội Anh do tướng Gracey chỉ huy tới giải giới quân đội Nhật từ vĩ tuyến 16 trở xuống. Nhà nước Việt Nam Dân chủ Cộng hòa mới thành lập được 21 ngày đã đứng trước họa ngoại xâm.
Cuối năm 1946, sau khi đàm phán giữa chính phủ Pháp với chính phủ Việt Nam Dân chủ Cộng hòa thất bại, chiến tranh Đông Dương bùng nổ. Người Pháp đã vấp phải sự chống trả quyết liệt của Việt Nam, mà lực lượng lãnh đạo là Việt Minh do lãnh tụ Đảng cộng sản Đông Dương Hồ Chí Minh đứng đầu. Cuộc hành quân Léa năm 1947 với mục đích chính truy bắt các lãnh đạo Việt Nam Dân chủ Cộng hòa thất bại. Chính quyền Pháp không đạt được mục tiêu cũng như không đủ lực để tiếp tục tấn công, đồng thời chịu áp lực của dư luận đòi chấm dứt chiến tranh hao người tốn của và trao trả độc lập cho nhân dân Đông Dương.

### Nội dung
Bị sa lầy trong chiến tranh xâm lược kéo dài, chính phủ Pháp đã mệt mỏi vì chiến tranh đã hao tổn quá lớn. Theo Việt Nam Dân chủ Cộng hòa, người Pháp mong muốn "Lấy chiến tranh nuôi chiến tranh, dùng người Việt đánh người Việt". Nội dung chủ yếu là ủng hộ việc xây dựng bộ máy chính quyền bản địa, cùng lực lượng viễn chinh Pháp tiêu diệt lực lượng Việt Minh. Pháp đã chủ trương "Vàng hoá quân đội", tăng cường phát triển quân đội bản xứ (Quân đội Quốc gia Việt Nam) để bù đắp những tổn thất ngày càng to lớn của lực lượng viễn chinh chính quốc, khắc phục những mâu thuẫn gay gắt giữa tổn hao to lớn của chiến tranh với khả năng có hạn của lực lượng quân đội Pháp và phong trào chống chiến tranh ở chính quốc.

### Thực hiện
Trước năm 1949, một số người Việt cộng tác với Pháp đã gia nhập quân đội viễn chinh và được gọi là thân binh Đông Dương (Partisans Indochinois). Về sau, vì nhu cầu leo thang chiến tranh, người Pháp đã tăng cường tuyển mộ lính bản xứ và lập thành các lực lượng phụ thuộc (forces suppletives) do các sĩ quan Pháp chỉ huy.
Sang năm 1948, giải pháp Bảo Đại ra đời với chủ trương đoàn kết các lực lượng bản xứ có tư tưởng chống Việt Minh. Theo hiệp ước Élysée ký ngày 8 tháng 3 năm 1949 giữa Quốc trưởng Bảo Đại và Tổng thống Pháp Vincent Auriol, Việt Nam là một nước "độc lập" trong Liên hiệp Pháp. Tuy vậy, nghĩa chính xác của từ "độc lập" cũng như quyền hạn cụ thể của chính phủ mới đã không được người Pháp xác định rõ mà sẽ được xác định trong các cuộc đàm phán tiếp theo. Từ đó, Quốc gia Việt Nam được thành lập. Theo Nghị định Quốc phòng ngày 13/4/1949, một lực lượng quân đội của Quốc gia Việt Nam được thành lập, lấy tên là Vệ binh Quốc gia
Vào thời điểm này, Quốc gia Việt Nam hết sức non yếu do các quyền quan trọng về quân sự, tài chính và ngoại giao đều do người Pháp nắm giữ và quyền hành cao nhất trên thực tế là Cao ủy Pháp. Đa số kinh phí duy trì Quốc gia Việt Nam là do Pháp viện trợ, cũng như quân đội không có sĩ quan chỉ huy cấp cao người Việt. Pháp chỉ đơn giản là đưa những người lính mới tuyển mộ được vào các quân đoàn Viễn chinh của chính Pháp, tại đó, người chỉ huy là các sĩ quan Pháp. Pháp không chấp nhận trang bị vũ khí cho những đơn vị Quân đội Quốc gia Việt Nam mới thành lập trừ khi chính phủ Quốc gia Việt Nam chấp nhận một tỷ lệ nhất định sĩ quan nước ngoài trong Quân đội Quốc gia Việt Nam.
Cho đến năm 1950, Pháp chuyển giao các chức năng quản lý xuất nhập cảnh, quan hệ ngoại giao, ngoại thương, hải quan và tài chính cho Quốc gia Việt Nam, đồng thời ký hiệp định với Quốc gia Việt Nam thành lập Quân đội Quốc gia Việt Nam. Lực lượng này sẽ cùng phối hợp với quân Pháp để chống lại Việt Minh. Theo William Duiker, mục đích của Pháp thực chất là xây dựng một chính quyền bản xứ người Việt làm đối trọng với Việt Minh để giảm sức ép về kinh tế - quân sự, cũng như thuyết phục Mỹ viện trợ để Pháp có thể tiếp tục cai quản tại Đông Dương.
Ngày 11 tháng 5 năm 1950, thủ tướng Trần Văn Hữu tuyên bố thành lập Quân đội Quốc gia Việt Nam với lập trường chống Việt Minh, gia tăng quân số lên 60.000 người, do ngân sách quốc gia đài thọ 40%, phần còn lại do Pháp gánh chịu. Viện trợ Mỹ cũng bắt đầu giao thẳng cho các đơn vị Quốc gia Việt Nam, chứ không qua trung gian quân đội Pháp theo chương trình Viện Trợ Hỗ Tương Quốc phòng MDAP (Mutual Defense Assistance Program). Trưởng phái bộ viện trợ Hoa Kỳ đầu tiên tại Việt Nam là đại tướng O'Daniel.
Ngày 8 tháng 12 năm 1950, Quốc gia Việt Nam và Pháp ký Hiệp định quân sự thành lập Quân đội Quốc gia Việt Nam bằng cách đặt một số đơn vị quân đội Pháp tại Việt Nam dưới quyền chỉ huy của Quốc gia Việt Nam. Dự kiến quân đội này sẽ bao gồm 120.000 quân và 4.000 sĩ quan, tất cả sĩ quan đều phải là người Việt. Tuy nhiên, điều này không được thực hiện cho đến cuối năm 1951 khi Bộ Tổng tham mưu Quân đội Quốc gia Việt Nam được thành lập và dường như không có việc bổ nhiệm cho những đơn vị cụ thể cho đến cuối năm 1953. Quốc trưởng Bảo Đại là tổng chỉ huy của Quân đội Quốc gia Việt Nam từ năm 1950 đến 1955.
Đa số các chỉ huy quân đội Pháp tại Đông Dương ủng hộ sự phát triển của Quân đội Quốc gia Việt Nam. Marcel Carpentier, chỉ huy quân sự Đông Dương (1949-1950), ủng hộ sự lớn mạnh của Quân đội Quốc gia Việt Nam mà Pháp đã hứa hẹn, nhưng ông bác bỏ dự án của Mỹ để viện trợ trực tiếp cho Quân đội Quốc gia Việt Nam. Hai vấn đề quan trọng nhất là tài chính và quân đội của chính phủ này thì vẫn do Pháp nắm giữ. Mục đích như tướng Nava đã viết: "...cuộc chiến tranh này phải được chỉ đạo và muốn như vậy sự thống nhất hành động chính trị và quân sự phải được thực hiện trong hàng ngũ của chúng ta cũng như bên đối phương đã từng làm… Cuối cùng, tôi yêu cầu là cần phải làm tất cả để các quốc gia liên kết (trong đó có Quốc gia Việt Nam) phải thực sự tham gia chiến tranh... Đồng thời Mỹ phải từ bỏ ý định thay thế ảnh hưởng của họ."
Người kế nhiệm, tướng Jean de Lattre de Tassigny, chỉ huy cao nhất của Pháp tại Đông Dương 1950-1951 thì cố gắng hỗ trợ xây dựng và huấn luyện các đơn vị binh sĩ người Việt. Ông bắt đầu thực hiện chương trình tăng quân số và trang bị thêm các đơn vị thiết giáp và pháo binh. Tuy nhiên, cố gắng này có phần muộn màng vì de Lattre đã chết vì ung thư vào năm 1951.
Tính đến năm 1952, Quân đội Quốc gia Việt Nam đã có 135.000 người được tổ chức thành 36 tiểu đoàn bộ binh, 3 đội thiết giáp trinh sát, 2 đại đội pháo binh. Tính đến mùa đông năm 1953, Quân đội Quốc gia có 200.000 quân chính quy (trong đó có 50.000 quân dự bị) và 78.000 địa phương quân. Vào Tháng Chạp năm 1954 thì quân số trong Quân đội Quốc gia Việt Nam đã lên tới tổng cộng là 230.000 người, trong đó có 165.000 quân chính quy và 65.000 quân địa phương, tương đương với lực lượng đối địch là Quân đội Nhân dân Việt Nam.
Trước mùa khô 1953-1954, so sánh lực lượng về quân số, Quân đội Quốc gia Việt Nam đã vượt hơn Quân đội Nhân dân Việt Nam khá xa. Tổng quân số của Pháp là 445.000 người, gồm 146.000 quân Âu Phi (33%) và 299.000 quân bản địa người Việt (67%). Tổng quân số của Quân đội Nhân dân Việt Nam là 252.000 người. Như vậy Quân đội Quốc gia Việt Nam đã đông hơn 47.000 người. Số tiền người Pháp bỏ ra để viện trợ cho việc thành lập quân đội này cũng rất lớn: 524 tỉ francs năm 1952, 585 tỉ năm 1953, 575 tỉ năm 1954. Viện trợ quân sự của Pháp chiếm 60% ngân sách quốc phòng của Quân đội Quốc gia Việt Nam.
Một mặt, Pháp cho thành lập các đơn vị cấp tiểu đoàn Quân đội Quốc gia Việt Nam với chỉ huy tiểu đoàn là người Việt; mặt khác, vai trò chỉ huy ở cấp cao hơn của quân Pháp vẫn được Hiệp ước Elysee đảm bảo bằng quy định: "Trong thời chiến, toàn thể quân đội Quốc gia Việt Nam và Liên hiệp Pháp được đặt chung dưới quyền chỉ huy của Uỷ ban quân sự mà Tư lệnh sẽ là một sĩ quan Pháp có một Tham mưu trưởng phụ tá."
Quân đội Quốc gia Việt Nam phụ thuộc hoàn toàn vào hệ thống hậu cần của Pháp. Do thiếu sĩ quan người Việt nên, đến 20% đơn vị bộ binh và 50% đơn vị hỗ trợ và kỹ thuật vẫn còn sử dụng sĩ quan Pháp. Quân đội này thiếu những chỉ huy được huấn luyện tốt, thiếu kỷ luật, tinh thần chiến đấu thấp. Trong các chiến dịch lớn như chiến dịch Hòa Bình hay trận Điện Biên Phủ, các đơn vị của quân đội này cũng tham chiến cùng quân Pháp, trên danh nghĩa là do sĩ quan người Việt chỉ huy, nhưng thực tế các sĩ quan này vẫn nằm dưới sự chỉ huy của quân đội Pháp (ví dụ như trận Điện Biên Phủ các tiểu đoàn Quốc gia Việt Nam phải tuân lệnh của trung tá Pháp Pierre Langlais).
Bên cạnh Quân đội Quốc gia Việt Nam đóng ở vùng đồng bằng, ở những vùng đồi núi và cao nguyên, Pháp cho thành lập các "Xứ Mường tự trị", "Xứ Thái tự trị", nhằm dùng lợi ích kinh tế và chính trị để thuyết phục các dân tộc thiểu số này hợp tác với Pháp chống Việt Minh.

### Kết thúc và di sản
Kỳ thực Pháp coi việc Quốc gia Việt Nam được thành lập chỉ là do tình thế thúc ép và họ không tin tưởng chính phủ này. Năm 1949, Tổng tham mưu trưởng lục quân Pháp, đại tướng Revers sau chuyến khảo sát tình hình Đông Dương đã có bản tường trình mật trong đó viết: "Vấn đề điều đình với Việt Nam thì tìm những người quốc gia chống cộng để điều đình. Giải pháp Bảo Đại chỉ là một giải pháp thí nghiệm, nhưng chế độ Bảo Đại là một chế độ ung thối với sự tham nhũng, buôn lậu đồng bạc, buôn lậu giấy phép nhập cảng, những khu chứa cờ bạc đĩ điếm..." (Trung tâm du hí Đại thế Giới ở Chợ Lớn được chính phủ Bảo Đại cho phép công khai sòng bạc và chứa mại dâm để kiếm chác). Bản tường trình sau đó bị lộ khiến chính phủ Pháp "muối mặt", và Revers bị cho về hưu non sau khi ra khai trình tại Hội đồng tối cao quân lực. Bản thân Bảo Đại cũng nhận xét rằng: "Cái được gọi là giải pháp Bảo Đại hóa ra là giải pháp của người Pháp."
Tuy trang bị tốt hơn đối phương, nhưng khi đối đầu với lực lượng Quân đội Nhân dân Việt Nam, Quân đội Quốc gia Việt Nam thường bị đánh bại. Tại miền Bắc, một số nơi Quân đội Quốc gia Việt Nam đạt được kết quả tốt nhưng nhìn chung Quân đội Quốc gia Việt Nam không đủ sức ngăn chặn sự thâm nhập của Quân đội Nhân dân Việt Nam vào Đồng bằng Bắc Bộ. Tại miền Nam, Quân đội Quốc gia Việt Nam và quân đội các giáo phái kiểm soát được các thành thị, trong khi lực lượng kháng chiến kiểm soát các chiến khu như Đồng Tháp Mười, U Minh.
Tháng 5 năm 1953, Quân đội Nhân dân Việt Nam đã cho thấy khả năng thực sự của Quân đội Quốc gia Việt Nam, khi lần thứ hai trong vòng chưa đầy 2 năm, ba đại đội Quân đội Nhân dân Việt Nam tấn công một trường huấn luyện tại Nam Định, bắt phần lớn sĩ quan đang được huấn luyện tại đây và thu giữ toàn bộ vũ khí của trường mà không bị một thương vong nào. Một ví dụ khác là trong Trận Điện Biên Phủ, khi thấy các đơn vị Pháp quanh đó bị tiêu diệt, các đơn vị Quân đội Quốc gia Việt Nam được giao bảo vệ cứ điểm Bản Kéo và D3 đã đồng loạt đào ngũ, hay tiểu đoàn Dù 5 được điều đi tái chiếm Đồi Độc Lập do bị nã pháo đã tự ý bỏ nhiệm vụ khi mới tiến được nửa đường.
Với thất bại trong trận Điện Biên Phủ, quân Pháp chấp nhận ký Hiệp định Genève trao trả độc lập cho Việt Nam. Quân đội Quốc gia Việt Nam theo quân Pháp tập kết về miền Nam, còn lực lượng kháng chiến của Quân đội Nhân dân Việt Nam tập kết ra miền Bắc. Hoa Kỳ dần thế chân Pháp tại miền Nam, tăng cường viện trợ tài chính và vũ khí để Quốc gia Việt Nam có thể duy trì và đứng chân ở miền Nam, rồi sau đó đổi tên thành Việt Nam Cộng hòa.
Sau này, trong chiến tranh Việt Nam, Hoa Kỳ cũng thi hành hai chiến lược Chiến tranh đặc biệt và Việt Nam hóa chiến tranh có nhiều điểm tương đồng với Da vàng hóa chiến tranh.